# Pseudorhabdosynochus argus
Espèce
Pseudorhabdosynochus argus est une espèce de monogènes de la famille des Diplectanidae parasite sur les branchies d'un mérou. L'espèce a été décrite en 2007.

## Description
Pseudorhabdosynochus argus est un monogène de petite taille. L'espèce a les caractéristiques générales des autres espèces du genre Pseudorhabdosynochus, avec un corps plat et un hapteur postérieur qui est l'organe par lequel le Monogène s'attache à la branchie du poisson-hôte. Le hapteur porte deux squamodisques, un ventral et un dorsal. L'organe copulateur mâle sclérifié, ou "organe tétraloculé" a la forme d'un haricot avec quatre chambres internes, comme chez les autres espèces de Pseudorhabdosynochus. Le vagin inclut une partie sclérifiée, qui est une structure complexe.

## Hôtes et localités
Le Mérou céleste, Cephalopholis argus, est l'hôte-type de Pseudorhabdosynochus argus. La localité-type est le récif au large de Nouméa, Nouvelle-Calédonie. Ce parasite a aussi été trouvé chez la même espèce de poisson en Australie, près de Heron Island.